# Mateo González Labrador

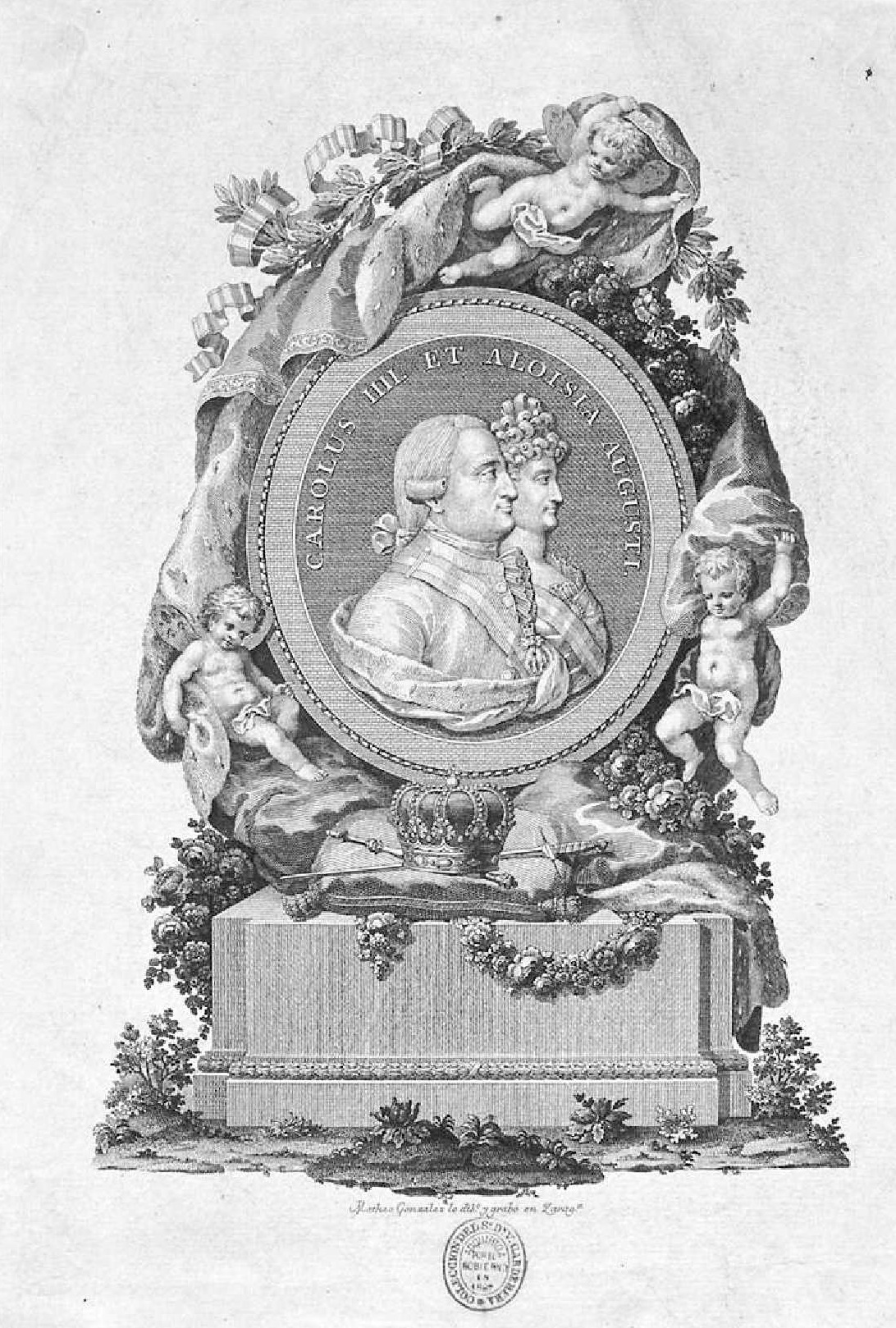
Carolus IIII et Aloisia Augusti; retrato del rey Carlos IV y de la reina María Luisa, firmado «Matheo González lo dibº y grabó en Zaragoza», lámina de grabado tras la portada en la obra de Vicente Fernández de Córdoba y Alagón, conde de Sástago, Descripción de los canales imperial de Aragón y real de Tauste, 1796

Mateo González Labrador (Daroca, 1740-Zaragoza, 1807) fue un grabador calcográfico aragonés.

## Biografía
Según Manuel Ossorio y Bernard, grabador muy reputado en Zaragoza a finales del siglo XVIII, en 1796 fue nombrado académico de mérito de la Real Academia de San Luis por el grabado de láminas. Se desconoce todo lo relativo a su formación y la datación de sus primeros trabajos, realizados a buril. En torno a 1763 grabó, ya al aguafuerte, pero con evidentes incorrecciones en el dibujo, el retrato del venerable Juan de Santiago para su biografía escrita por el padre Vicente Morales. Seis años después, y por dibujo de José Camarón, abrió a buril con una técnica ya depurada, la imagen de Nuestra Señora del Tremedal.
Su producción, abundante y variada y a menudo realizada por dibujo propio, incluye estampas sueltas de devoción, como la Copia del retablo e imágenes, que se veneran en el Oratorio de la Hermandad [...] del Hospital gen. De Nª Sª de Gracia de Zaragª, fechada en 1801 y abierta a expensas de un devoto; ilustraciones de libros, como el Ensayo sobre el teatro español de Tomás Sebastián y Latre (1772), con el retrato del conde de Aranda, a quien iba dedicado, y una alegoría sobre el teatro, las láminas con imágenes botánicas y zoológicas de Synopsis stirpium indigenarum aragoniae (1779) y de la Introductio in oryctographiam et zoologiam aragoniae (1784), ambas obras de Ignacio Jordán de Asso, o el retrato de los reyes tras la portada y algunos de los grabados de plantas y alzados interiores de la Descripción de los canales imperial de Aragón y real de Tauste del conde de Sástago, 1796, obra maestra de la tipografía zaragozana, además de retratos, como el de Ramón Pignatelli para el elogio que le dedicó el mismo conde de Sástago en la Real Sociedad Aragonesa de Amigos del País, editado en Zaragoza en 1796, el del dominico fray Antonio Garcés, provincial de Aragón, abierto el año de su fallecimiento, en 1773, el de la venerable Gertrudis Olóriz, o el de medio cuerpo de san José de Calasanz, entre nubes y acompañamiento de ángeles.
Por dibujo ajeno, en 1777 abrió la lámina de San Antonino Mártir, a partir de un dibujo de fray Manuel Bayeu, y en 1790 por dibujo de Manuel de la Cruz las efigies del Ecce Homo y Cristo a la columna del escultor Giacomo Colombo, veneradas en la madrileña iglesia de San Ginés, hecho excepcional y demostrativo de que la fama del grabador había trascendido del ámbito local. También Buenaventura Salesa (retrato de Juan Antonio Hernández Pérez de Larrea, 1803) y Juan Andrés Merklein (Retrato de los mártires san Pedro de Arbués y san Frontonio como se veneran en la iglesia parroquial de Épila) le proporcionaron dibujos para alguno de sus grabados.
Con la Real Sociedad Económica Aragonesa de Amigos del País tuvo una relación fecunda, iniciada en 1777 con el grabado del escudo de la corporación, que a los socios «pareció obra perfectamente ejecutada», por la que se le pagaron ochenta reales de plata. La Real Sociedad le encargará por ello, en años sucesivos, la ilustración de las obras por ella patrocinadas, como el Diseño de la máquina para aserrar piedra inventada por Antonio Regás (1781) o las cuatro láminas para el Cuaderno de dinámica de Jaime Conde (1783).
El 30 de diciembre de 1807 firmó su testamento en Zaragoza y falleció al día siguiente, siendo enterrado el 2 de enero de 1808 en la iglesia de San Pablo de la que era parroquiano por residir en el número 24 de la calle de San Ildefonso.